# سوپرکاپ بین قاره‌ای ۱۹۶۹
سوپرکاپ بین قاره‌ای ۱۹۶۹ دومین دوره سوپرکاپ بین قاره‌ای بود، مسابقه‌ای بین برندگان گذشته جام بین قاره‌ای اروپا و آمریکای جنوبی برگزار می‌شد.

## شرکت کنندگان
| باشگاه      | نحوه صعود                         |
| ----------- | --------------------------------- |
| رئال مادرید | قهرمان جام بین قاره‌ای ۱۹۶۰        |
| اینتر میلان | قهرمان جام بین قاره‌ای ۱۹۶۴ و ۱۹۶۵ |
| آث میلان    | قهرمان جام بین قاره‌ای ۱۹۶۹        |
| پنیارول     | قهرمان جام بین قاره‌ای ۱۹۶۱ و ۱۹۶۶ |
| سانتوس      | قهرمان جام بین قاره‌ای ۱۹۶۲ و ۱۹۶۳ |
| راسینگ      | قهرمان جام بین قاره‌ای ۱۹۶۷        |
| استودیانتس  | قهرمان جام بین قاره‌ای ۱۹۶۸        |

## منطقه آمریکای جنوبی

### جدول
| رتبه | تیم        | ب | پ | م | ش | گ‌ز | گ‌خ | ت‌گ | امتیاز |
| ---- | ---------- | - | - | - | - | -- | -- | -- | ------ |
| ۱    | پنیارول    | ۶ | ۴ | ۱ | ۱ | ۱۱ | ۶  | ۵+ | ۹      |
| ۲    | راسینگ     | ۶ | ۳ | ۲ | ۱ | ۶  | ۵  | ۱+ | ۸      |
| ۳    | استودیانتس | ۵ | ۱ | ۱ | ۳ | ۵  | ۷  | ۲− | ۳      |
| ۴    | سانتوس     | ۵ | ۱ | ۰ | ۴ | ۵  | ۹  | ۴− | ۲      |

### مسابقات
| ۱۳ نوامبر ۱۹۶۹ | راسینگ | ۰–۰ | پنیارول | آویاندا                                                                                 |
|                |        |     |         | ورزشگاه: ورزشگاه پرزیدنته خوان دومینگو پرون تماشاگران: ۱۰،۰۰۰ داور: خورخه کروزات (شیلی) |

| ۲۰ نوامبر ۱۹۶۸ | استودیانتس | ۰–۱ | راسینگ               | لا پلاتا                                                           |
|                |            |     | کاردناس ۵۰' (پنالتی) | ورزشگاه: ورزشگاه خورخه لوئیس هیرشی داور: لوئیس پستارینو (آرژانتین) |

| ۲۶ نوامبر ۱۹۶۸ | پنیارول                          | ۳–۱ | استودیانتس | مونته‌ویدئو                                                          |
|                | روچا ۳۴'، ۴۳' · جولیو لوسادا ۷۷' |     | ورون ۸۹'   | ورزشگاه: ورزشگاه سنتناریو تماشاگران: ۲۱،۰۰۰ داور: سزار اوروسو (پرو) |

| ۲۹ نوامبر ۱۹۶۹ | راسینگ           | ۲–۱ | سانتوس  | مار دل پلاتا                                                 |
|                | دا سیلوا ۵۶'، ۱' |     | ادو ۵۴' | ورزشگاه: ورزشگاه ژنرال سان مارتین داور: پابلو واگا (اروگوئه) |

| ۲ دسامبر ۱۹۶۹ | پنیارول                | ۲–۱ | سانتوس  | مونته‌ویدئو                                                                 |
|               | اسپنسر ۳۵' · اونگا ۷۳' |     | پله ۱۸' | ورزشگاه: ورزشگاه سنتناریو تماشاگران: ۶۳،۳۲۰ داور: رافائل هورمازابال (شیلی) |

| ۴ دسامبر ۱۹۶۹ | استودیانتس                              | ۳–۱ | سانتوس           | لا پلاتا                                                          |
|               | ورون ۱۱'، ۸۹' (پنالتی) · کونیگلیارو ۲۷' |     | مانوئل ماریا ۲۵' | ورزشگاه: ورزشگاه خورخه لوئیس هیرشی داور: روبرتو باریرو (آرژانتین) |

| ۹ دسامبر ۱۹۶۹ | سانتوس | ۰–۲ | راسینگ                   | سانتوس                                                           |
|               |        |     | آدورنو ۵۶' · کاردناس ۸۵' | ورزشگاه: ورزشگاه اوربانو کالدیرا داور: آرتور کولهو فیلهو (برزیل) |

| ۱۱ دسامبر ۱۹۶۹ | سانتوس                     | ۲–۰ | پنیارول | سائو پائولو                                                                       |
|                | پله ۶۵' · مانوئل ماریا ۸۹' |     |         | ورزشگاه: ورزشگاه پالسترا ایتالیا تماشاگران: ۴،۰۰۰ داور: لوئیس پستارینو (آرژانتین) |

| ۲۰ دسامبر ۱۹۶۹ | راسینگ | ۰–۰ | استودیانتس | آویاندا                                                                |
|                |        |     |            | ورزشگاه: ورزشگاه پرزیدنته خوان دومینگو پرون داور: آنخل پازوس (اروگوئه) |

| ۲۳ دسامبر ۱۹۶۹ | پنیارول                                 | ۴–۱ | راسینگ     | مونته‌ویدئو                                                         |
|                | اسپنسر ۱۴'، ۴۴' · روچا ۵۵' (پنالتی) ۷۲' |     | پرفومو ۸۹' | ورزشگاه: ورزشگاه سنتناریو تماشاگران: ۲۲،۰۰۰ داور: جیمی آمور (شیلی) |

| ۳۰ دسامبر ۱۹۶۹ | استودیانتس | ۱–۲ | پنیارول               | لا پلاتا                                                                            |
|                | ورده ۳۹'   |     | باسیله ۱۲' (گل‌به‌خودی) | ورزشگاه: ورزشگاه خورخه لوئیس هیرشی تماشاگران: ۲۰،۰۰۰ داور: آلبرتو تجادا بورگا (پرو) |

## منطقه اروپا
| تیم         | ب | پ | م | ش | گ‌ز | گ‌خ | ت‌گ | امتیاز |
| ----------- | - | - | - | - | -- | -- | -- | ------ |
| رئال مادرید | ۰ | ۰ | ۰ | ۰ | ۰  | ۰  | ۰  | ۰      |
| اینتر میلان | ۰ | ۰ | ۰ | ۰ | ۰  | ۰  | ۰  | ۰      |
| آث میلان    | ۰ | ۰ | ۰ | ۰ | ۰  | ۰  | ۰  | ۰      |

تیم‌های اروپایی به دلیل برگزاری مقدماتی جام جهانی فوتبال ۱۹۷۰ در اروپا حاضر به حضور در مسابقات نشدند و پنیارول به عنوان قهرمان این دوره انتخاب شد.